# Hesperochiron pumilus
Hesperochiron pumilus är en strävbladig växtart som först beskrevs av August Heinrich Rudolf Grisebach, och fick sitt nu gällande namn av Thomas Conrad Porter. Hesperochiron pumilus ingår i släktet Hesperochiron och familjen strävbladiga växter. Inga underarter finns listade i Catalogue of Life.